# Halápy Konstantin
Halápy Konstantin (Halapy Szilárd, Alapi) (Ungvár, 1698. augusztus 5. – Privigye, 1752. április 29.) piarista tanár, latin nyelven alkotó költő.

## Élete
Nemesi családból származott. Ungváron kezdte tanulmányait, majd Léván folytatta, 1716-ban a nagyszombati jezsuita gimnáziumban tanult. A rendbe 1718-ban lépett be, 1720. október 21-én tett egyszerű fogadalmat Privigyén. 1720-ban a patvaristákat tanította Debrecenben, majd 1723-ban Privigyén tanult filozófiát, utána 1724-ben Szentgyörgyre ment továbbképezni magát. 1725-ben tanított Nyitrán, majd 1726-ban megint Debrecenben. 1727-ben teológiát tanult Nyitrán, ezt követően tanított is ugyanott.
1730-ban Kecskeméten helyettes igazgatóvá és a tartfőnökség titkárává nevezték ki, újoncmester lett. 1732-ben ugyancsak Kecskeméten gimnáziumi igazgató volt, 1733-tól pedig Privigyén rektor és újoncmester. 1739-ben kinevezték tartfőnöknek, ezután Privigyén, majd 1740-től Nyitrán élt, 1742-től ugyanitt rektorként működött. 1746-tól egészen haláláig élt Privigyén.

## Művei
- Myrias versuum sine ellipsi et synaloephe editorum. Tyrnaviae, 1737
- Sine ellipsi et synaloephe odarum Leonino Sapphicarum libri tres. Uo. 1741
- Epigrammatum moralium, aenigmatum ac tumulorum libri VII. Uo. 1745
- Apologorum moralium libri VI. Elegiarum unicus. Uo. 1747

Kéziratban Kalazanti Szent József dicsőítésére írt verseket hagyott hátra.